# Armand Godoy (poeta)
Armand Godoy (L'Avana, 1880 – Parigi, 1964) è stato un poeta simbolista cubano naturalizzato francese.